# Im Visier der Zielfahnder
Im Visier der Zielfahnder ist eine zwölfteilige deutsche Krimiserie aus dem Jahr 2002, die in einstündigen Folgen auf Sat.1 ausgestrahlt wurde. Produziert wurde die Serie von der Novafilm Fernsehproduktion. Die Hauptrollen waren mit Ina Weisse, Giulio Ricciarelli und Jophi Ries besetzt.

## Inhalt
Kriminalrätin Franka Bischoff leitet eine Spezialeinheit des Bundeskriminalamts. Zu ihrer Seite stehen ihre beiden Kollegen Silvio Kreutzer und Lukas Hansen. Die drei sind BKA-Zielfahnder und spüren Verbrecher auf, deren Identität bereits bekannt ist, die aber noch nicht gefasst werden konnten. Oberstaatsanwalt Matthias Passauer und Staatssekretärin Katharina Krüger-Warschowski sind die Vorgesetzten der Spezialeinheit.

## Schauspieler und Rollen
Die folgende Tabelle zeigt die Hauptdarsteller. Daneben waren auch namhafte Gastdarsteller wie Günther Maria Halmer, Rosel Zech, Marga Legal, Jörg Schüttauf, Annekathrin Bürger, Jaecki Schwarz, Manfred Möck, Tobias Langhoff, André Hennicke, Rebecca Immanuel, Frank Giering, Annett Renneberg, Julia Jäger, Markus Majowski, Lutz Stückrath, Theresa Hübchen, Nadeshda Brennicke und Martin Feifel dabei.
| Schauspieler       | Rolle                        | Episoden |
| ------------------ | ---------------------------- | -------- |
| Ina Weisse         | Franka Bischoff              | 12       |
| Giulio Ricciarelli | Silvio Kreutzer              | 12       |
| Jophi Ries         | Lukas Hansen                 | 12       |
| Peter Sattmann     | Matthias Passauer            | 12       |
| Jenny Gröllmann    | Katharina Krüger-Warschowski | 12       |
| Julia Richter      | Jenny Freiberg               | 12       |
| Gerd Silberbauer   | Michael Bischoff             | 5        |
| Frederike Euler    | Teresa Bischoff              | 7        |

## Episodenliste
| Folge | Titel                   | Ausstrahlung       |
| ----- | ----------------------- | ------------------ |
| 1     | Unser täglich Brot      | 17. Juli 2002      |
| 2     | Frau ohne Namen         | 24. Juli 2002      |
| 3     | Jagdsaison              | 31. Juli 2002      |
| 4     | Die Falle               | 7. August 2002     |
| 5     | Falsches Spiel          | 14. August 2002    |
| 6     | Felsenschlucht mit Dame | 21. August 2002    |
| 7     | Rätselhaftes Prag       | 21. August 2002    |
| 8     | Terror Inc.             | 28. August 2002    |
| 9     | Kalt erwischt           | 28. August 2002    |
| 10    | Blondinen bevorzugt     | 4. September 2002  |
| 11    | Familienurlaub          | 4. September 2002  |
| 12    | Endlauf                 | 11. September 2002 |